# Александър Арещенко
Александър Арещенко (на украински: Олександр Арещенко) е украински шахматист, международен гросмайстор от 2002 година.

## Шахматна кариера
Арещенко е световен шампион за момчета до 14 години от проведеното през 2000 г. първенство в Оропеса дел Мар. През 2005 г. спечелва международен турнир в Ковънтри и става шампион на Украйна. През 2007 г. разделя 2 – 4-то място на „Гибтелеком Мастърс“ с Хикару Накамура и Емил Сутовски. През 2009 г. става отборен шампион на Украйна със състава на „PVK – Kievchess“, приключвайки състезанието с индивидуален резултат 6 точки от 7 възможни. Същата година спечелва „Мемориал Алоиз Наглер“ в Цюрих с резултат 7,5 точки от 9 възможни. През 2010 година става носител на сребърен медал от отборното първенство на Украйна със състава на „Рівненські лісові зубри“.